# Rosalba rufescens
Rosalba rufescens là một loài bọ cánh cứng trong họ Cerambycidae.